# Einstellscheibe

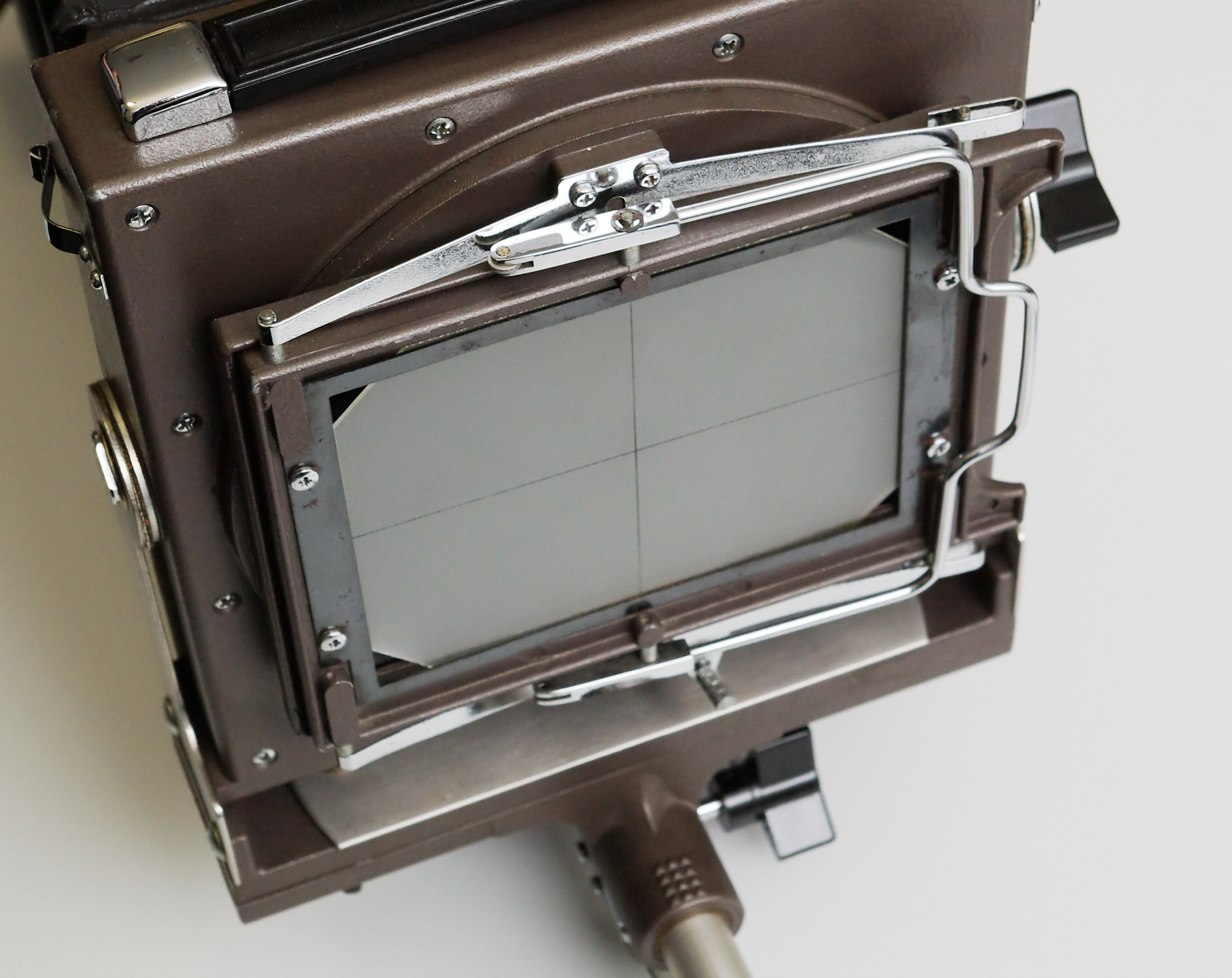
Einstellscheibe einer Großformatkamera

Die Einstellscheibe (auch: Mattscheibe; international, englisch: focusing screen) ist eine aus lichtdurchlässigem Material gefertigte Scheibe, die bei Fachkameras, Spiegelreflex-Fotoapparaten und -Filmkameras zum Einsatz kommt und als Projektionsfläche der Motivbetrachtung und der manuellen Scharfstellung des Objektivs dient. 

## Funktionsweise

Anordnung der Mattscheibe (5) bei einer einäugigen Spiegelreflexkamera

Die Einstellscheibe besteht aus Glas oder transparentem Kunststoff mit einer glatten und einer mattierten Seite. Die „raue“ Seite liegt optisch exakt in derselben Ebene wie der Film oder der digitale Sensor der verwendeten Kamera. Das Objektiv der Kamera entwirft auf der mattierten Fläche ein reelles Bild, sodass der Fotograf die Schärfe und den Ausschnitt einstellen und auch den Schärfeverlauf des Bildes beurteilen kann. Bei Fachkameras wird die Einstellscheibe in die hintere Standarte der Kamera eingeschoben, alle gewünschten Einstellungen vorgenommen und anschließend die Mattscheibe für die Aufnahme gegen die Planfilmkassette getauscht. Bei Spiegelreflexkameras ist die Einstellscheibe meist fest eingebaut, zahlreiche Systemkameras erlauben jedoch auch den Austausch unterschiedlicher Varianten für verschiedenste Einsatzzwecke.
Grundsätzlich lassen sich Bildwirkung, Schärfe und Schärfeverlauf umso besser beurteilen, je stärker die Scheibe mattiert ist. Allerdings steigt mit zunehmender Mattierung der Lichtverlust durch Streuung, sodass der Sucher sehr dunkel wirken kann. Die technische Ausführung der Einstellscheibe ist daher stets kompromissbehaftet. Es werden fein geschliffene, geätzte oder mit Mikrowabenlinsen ausgestattete Scheiben eingesetzt, für spezielle Einsatzzwecke wie die Astrofotografie auch völlig transparente Scheiben. Völlig klare Scheiben liefern ein sehr helles Bild, erlauben jedoch keine manuelle Scharfstellung, sie sind auf andere Scharfstellhilfen angewiesen oder werden in Autofokuskameras verwendet.
Wenn die Schärfe nicht in der Bildebene der fotografischen Aufnahme, sondern mit einer Einstellscheibe in einer Hilfsebene ermittelt wird, kann es zu Fokussierungsfehlern bei der Entfernungseinstellung kommen, was sich dann in mehr oder weniger unscharfen Aufnahmen widerspiegelt.

## Einstellhilfen

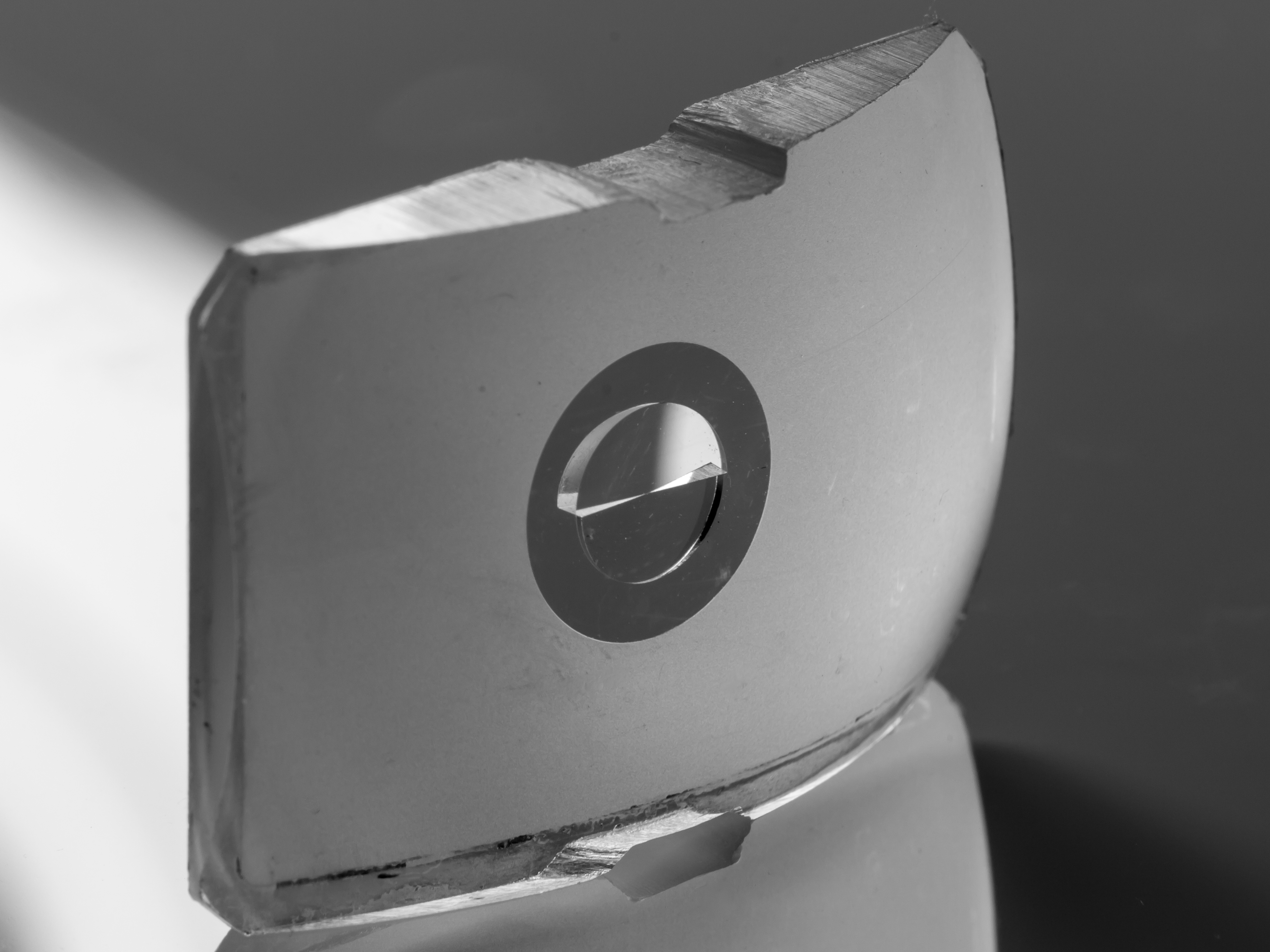
Auswechselbare Mattscheibe mit Klarglasfleck und Schnittbildindikator einer Kleinbild-Spiegelreflexkamera (Edixa Reflex Ba, ca. 1965)

Mattscheiben von Kameras ohne Autofokus (MF-Kameras) haben in der Mitte häufig eine eingeschliffene oder eingeprägte optische Scharfeinstellhilfe in Form eines Schnittbildindikators (auch Schnittbildkeil, Schnittbildentfernungsmesser oder Messkeil genannt), der meist von einem Mikroprismenring (früher auch Monoplanrasterring oder Kornraster genannt) umgeben ist. Es kommen auch Versionen vor, die ausschließlich einen Mikroprismenfleck aufweisen. Beim nebenstehenden Bild der matten Seite erkennt man das erste e des Wortes „Brennweite“ im Schnittbildindikator der Mattscheibe.  
Bei Autofokuskameras (AF) wird auf solche Hilfen in der Regel verzichtet, hier ist häufig der Bereich des zentralen Autofokusmessfelds auf der Mattscheibe markiert. Für manche Autofokus-Systemkameras sind auch Mattscheiben mit diesen optischen Einstellhilfen verfügbar. Durch diese kann es bei Kameras mit oberhalb der Mattscheibe angeordnetem Belichtungsmesser jedoch zu Fehlbelichtungen kommen. Diese können durch speziell angeordnete Nocken an den Einstellscheiben ausgeglichen werden, die Schalter im Innern der Kamera betätigen, um die Kalibrierung des Belichtungsmessers umzuschalten. Alternativ dazu kann bei neueren Kameras auch meist der Belichtungsmesser der Kamera durch den Service oder den Endbenutzer umkalibriert werden.
Bei Spiegelreflexkameras wird die Einstellscheibe durch eine Sammellinse ergänzt, die als Kondensor dient. Zur gleichmäßigeren Ausleuchtung des Sucherbilds ist die Unterseite der Einstellscheibe zusätzlich als Fresnellinse geschliffen.

## Technische Entwicklung

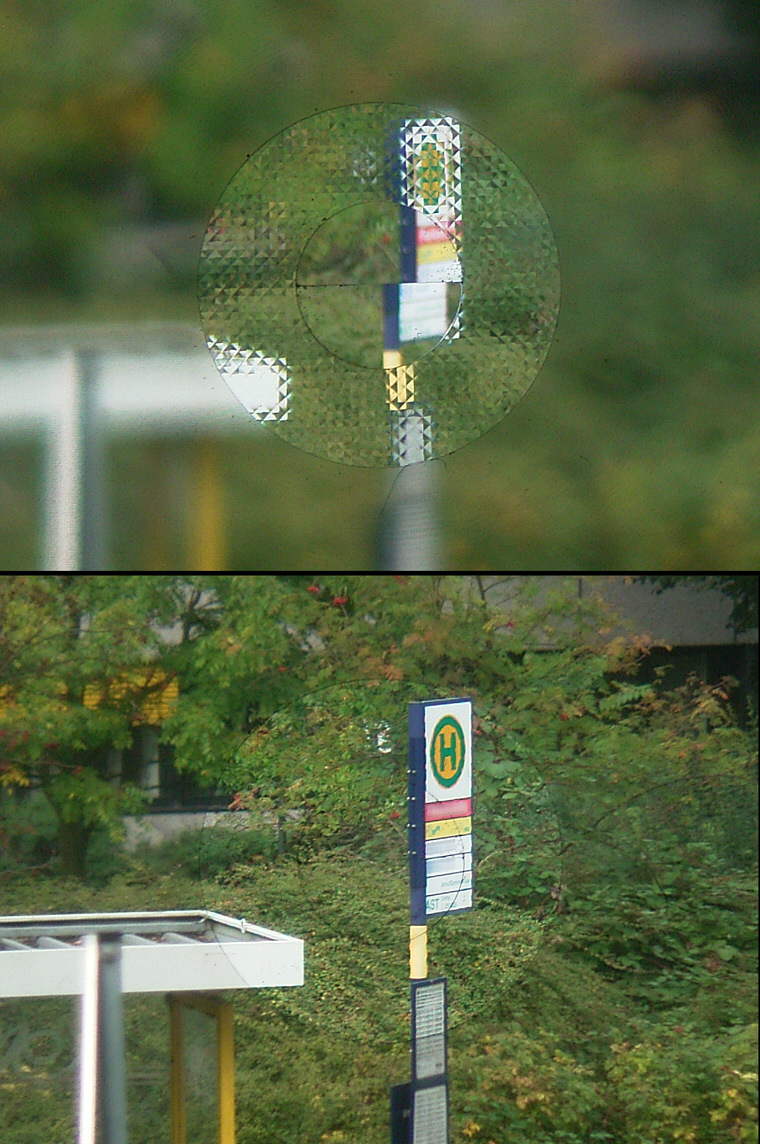
Schnittbildindikator und Mikroprismenring, oben unscharf, unten scharf eingestellt

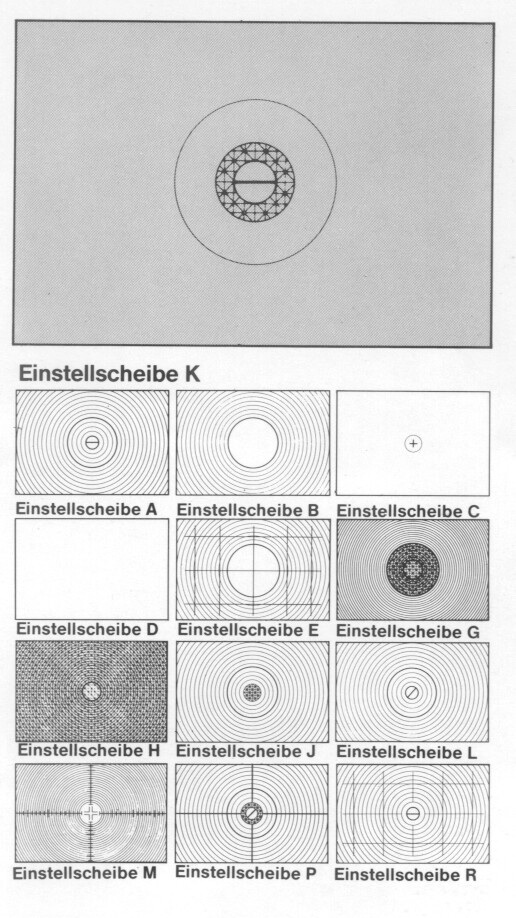
Beispiele austauschbarer Einstellscheiben

Ältere Kameramodelle erkennt man oft schon an ihrem dunklen Sucherbild. Im Laufe der Entwicklung wurden die Mattscheiben von Spiegelreflexkameras immer heller und brillanter. Anfang der achtziger Jahre entwickelte Minolta die sogenannten Acute-Matte-Einstellscheiben mit sphärischen Mikrolinsen, die einen „springenden“ Schärfeeindruck bei sehr hoher Helligkeit lieferten, die auch von Hasselblad adaptiert wurden. Die in diesen und vergleichbaren Mattscheiben eingesetzten Mikrolinsen verstärken Licht aus dem zentralen Bereich des Strahlengangs, so dass durch Randstrahlen hervorgerufene Bildunschärfen nicht auf der Mattscheibe zu erkennen sind. So kann sich mit zunehmender Helligkeit die Ablesbarkeit der Bildschärfe verschlechtern. Es gibt auch spezielle Mattscheiben, die nicht auf maximalen Helligkeitseindruck, sondern auf bestmögliche manuelle Fokussierbarkeit hin optimiert wurden, solche Mattscheiben (z. B. auf der Basis von super-sphärischen Mikrolinsen wie bei der Minolta M-Serie) sind nicht ganz so hell wie AF-optimierte Mattscheiben, aber immer noch deutlich heller als alte Mattscheiben. Sie erlauben auch eine Beurteilung des Schärfentiefeverlaufs.
Bei vielen Systemkameras sind die Mattscheiben austauschbar. Für sie gibt es ein Angebot von speziellen Scheiben, beispielsweise mit Gitterstruktur (sog. Strichplatte) für die Architektur- und Reprofotografie oder Skalierungen für den Makrobereich. Auch gibt es Einstellscheiben, die nicht „matt“ sind: so genannte Klar- bzw. Luftbild-Scheiben für die Astro- und Mikrofotografie. Diese liefern ein extrem helles und detailreiches Luftbild, auf das man nicht direkt scharfstellen kann. Die Scharfstellung ist dann erfolgt, wenn man mit entspanntem Auge und ohne Refokussierung des Auges gleichzeitig das Fadenkreuz in der Bildmitte und das Luftbild scharf sehen kann und eine leichte seitliche Verschiebung des Auges kein „Springen“ des Motivs in Bezug auf das Fadenkreuz bewirkt (Parallaxen-Methode).
Gitterlinien als Einstellhilfe helfen bei der Ausrichtung des Horizonts aber auch bei der Fokussierung mit einer Gleitsichtbrille, um die Schärfe, Unschärfe oder Tiefenschärfe überhaupt einstellen zu können.
Bei Autofokus-Kameras ist teilweise die Einblendung von Gitterlinien, Hilfslinien für eine exakte Ausrichtung am Horizont und das Hervorheben des aktiven Autofokus-Messfeldes möglich.
Bei zweiäugigen Spiegelreflexkameras hilft oft eine einschwenkbare Lupe beim Einstellen von Details am Lichtschachtsucher.

## Arten
Verbreitete Mattscheibenarten sind: 
- Mattscheiben mit Scharfeinstellmarkierungen für Auto- oder Manuellfokuskameras
- Gittermattscheiben mit Gittermuster als Kompositionshilfe
- Vollmattscheibe ohne visuelle Hilfestellungen
- Mattscheiben mit Linienkreuz